# Venus Williams
Venus Ebony Starr Williams (Lynwood, California, 17 de junio de 1980) es una jugadora de tenis profesional estadounidense, ganadora de siete títulos de Grand Slam. Su hermana menor, Serena (n. 1981), también fue tenista profesional. Actualmente ocupa la posición 977ª del ranking WTA, lo que la convierte en la jugadora más veterana entre las mil mejores tenistas a día de hoy.
Venus ganó 49 torneos individuales de la WTA, de los que se destaca siete de Grand Slam individuales (cinco en Wimbledon, dos en el Abierto de los Estados Unidos), un WTA Tour Championships y nueve de Tier 1. En dobles ha conseguido 14 títulos de Grand Slam y dos de WTA Tier 1, todos ellos junto a su hermana Serena. También logró cuatro medallas de oro en los Juegos Olímpicos.
El 25 de febrero de 2002 se convirtió en la primera jugadora afroamericana en ser número 1 de la clasificación de la WTA. Estuvo en dicha posición durante 11 semanas en tres períodos.

## Biografía
Venus es hija de Richard Williams (entrenador de tenis) (y entrenador de las dos hermanas) y Oracene Price; actualmente divorciados. Tiene 4 hermanas: Yetunde, Isha, Lyndrea y Serena.
Cuando las cinco hermanas Williams eran niñas se mudaron a una casa humilde de Compton (un barrio donde abundan las pandillas), California. Su padre Richard solía llevar a sus cinco hijas a las canchas de tenis con la esperanza de que, algún día, al menos una de ellas pudiera alcanzar la gloria deportiva y poder así mudarse a un lugar mejor.
Desde temprana edad se convirtió en una de las mejores jugadoras jóvenes de California y, junto a su hermana Serena, compartió la cabeza de serie como las mejores jugadoras jóvenes de California por largos períodos.
Venus se convirtió en jugadora profesional en la década de 1990 y tuvo una carrera muy lucrativa. Ha ganado muchos campeonatos importantes, incluyendo tres medallas de oro en Juegos Olímpicos (individual y dobles en Sídney 2000; dobles en Pekín 2008), la Copa Fed, el Abierto de Francia en el año 1999 en dobles femeninos, (con su hermana Serena como pareja), el Torneo de la Ciudad de Oklahoma, el Abierto de Italia, el Abierto de Hamburgo, el Campeonato de Wimbledon en 5 ocasiones y el Abierto de los Estados Unidos dos veces.
Otra proeza de Venus y, sin duda, para la historia tenística fue haberse convertido en la primera mujer negra que llegaba a la cima del ranking mundial de la WTA, hecho que consiguió en febrero de 2002 (sin embargo, la tenista Althea Gibson fue considerada la mejor del mundo en el período previo al ranking). A lo anterior, habría que agregar el 1-2 que hizo con Serena en dicho listado, siendo las primeras hermanas en lograr tal hazaña, aunque su hermana le robaría protagonismo, derrotándola en cuatro finales consecutivas de Grand Slam (Roland Garros, Wimbledon y US Open 2002 y Australia 2003), lo que una vez más ratificaría el innegable dominio que sobre las demás jugadoras tenían las hermanas Williams; dominio que se ve patente en los momentos de lucidez en el juego de las estadounidenses, quienes en varias ocasiones han sorprendido con inesperadas reapariciones.
Cuando Venus y Serena ganaron en 1999 el Abierto de Francia en dobles femeninos, se convirtieron en las primeras hermanas en obtener el título en el siglo XX.
En el 2003, Venus jugó la final en Wimbledon a pesar de sufrir un malestar abdominal. Perdió frente a su hermana Serena, 6-4, 4-6, 2-6.
La hermana mayor, Yutende Price, fue asesinada por disparos de armas en la zona de Compton en la mañana del 14 de septiembre de 2003; este hecho, enlazado al divorcio de sus padres, llevó a que se viera un tanto distanciada de las canchas y a ser duramente criticada por los especialistas del deporte quienes pensaban que estaba en el ocaso de su carrera.
En otro episodio, Venus se vio involucrada en un accidente de tránsito que causó una muerte. La policía local afirmó que la estrella de tenis cometió una infracción en un cruce de calles al cambiar de carril, tal como recogen medios estadounidenses. Según Linda Barson, conductora y esposa de la víctima, ella golpeó el automóvil de Williams porque no alcanzó a frenar a tiempo provocando la muerte de una persona de 78 años de edad.

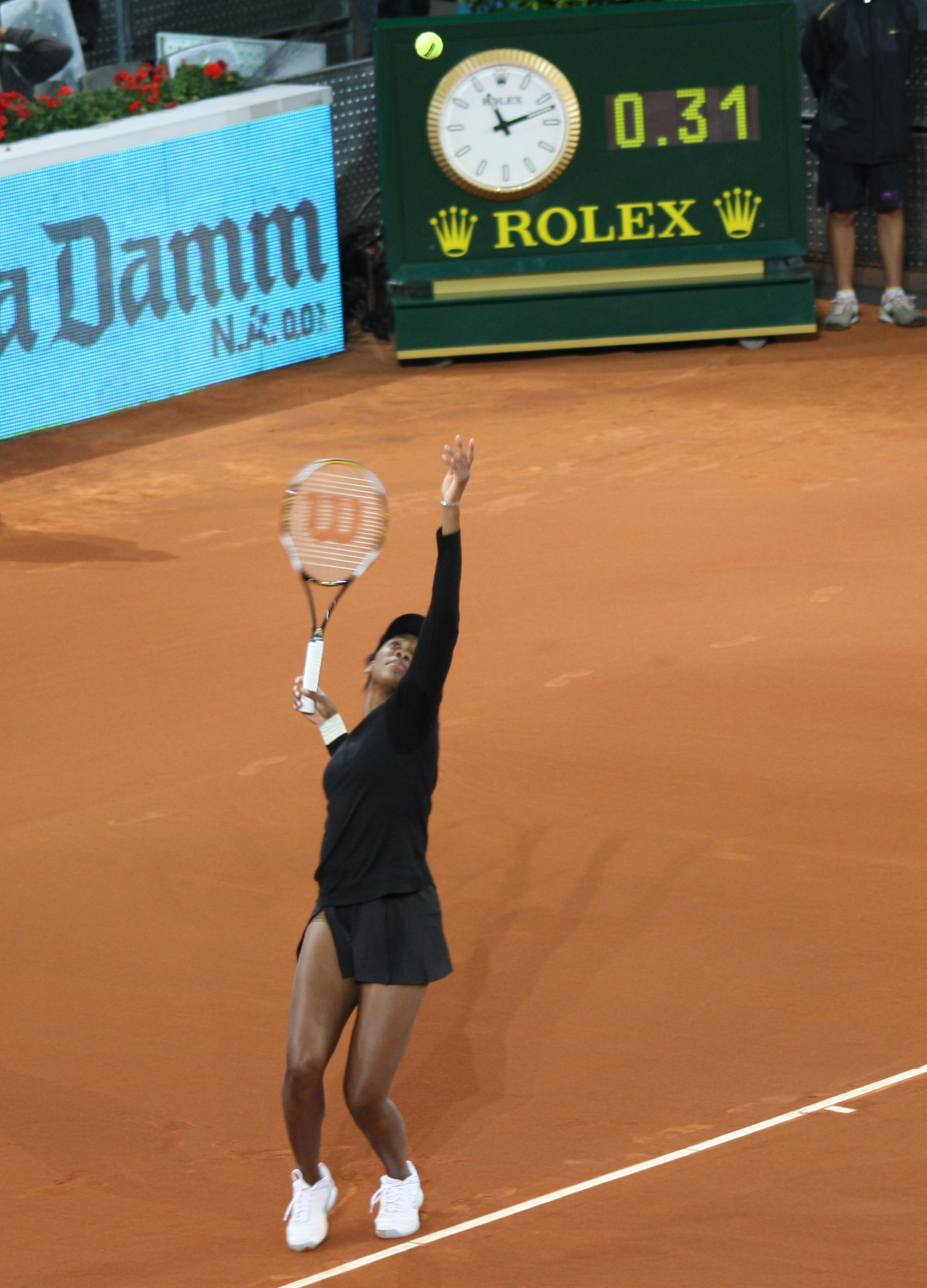
Venus en el Mutua Madrileña Madrid Open de 2010

El 2004 fue un año que pasó casi desapercibido para esta deportista, pero su historia no pararía allí. En el 2005, alejada de todo favoritismo y habiendo ganado tan solo un torneo en lo que iba del año, se presentó al prestigioso torneo de Wimbledon, que había logrado conseguir en dos ocasiones. Partiendo como cabeza de serie número 14 del torneo, de forma silenciosa y con buen ritmo, arribó a la final, no sin antes vencer de forma contundente a la defensora del título y entonces número dos del mundo, la rusa María Sharápova, en solo dos parciales, el último de los cuales reflejó un claro 6-1. La final la enfrentaba contra una de sus grandes contrincantes en las pistas: su compatriota Lindsay Davenport, número uno de aquella época, a quien venció en tres sets, ganando un partido que tenía prácticamente perdido al levantar un punto para partido. Se convertía así en la jugadora en toda la historia del certamen con menor preclasificación que conseguía levantar el trofeo de Wimbledon, a lo que se añadiría el hecho de ser la final femenina más larga de la historia del prestigioso torneo, pues el enfrentamiento se prolongó a dos horas y cuarenta y cinco minutos de juego.
El 2006 no fue un año muy productivo para la mayor de las Williams. Cayó en primera ronda del Abierto Australiano y en cuartos de final de Roland Garros, además, no pudo defender con éxito la corona obtenida en el césped londinense el año anterior (terminándose así la hegemonía de las hermanas Williams en Wimbledon, pues Venus había arribado a la final en 2000 y 2001 -ganando-, 2002 y 2003 -perdiendo con su hermana Serena- y 2005 -ganando-, por su parte Serena hizo lo propio en los años 2002, 2003 y 2004 -siendo este el único año que hasta entonces otro apellido distinto a Williams, se bañaba de gloria-) y no ganando ningún torneo en esa temporada.
En el 2007, en su primera aparición del año, logra coronarse como campeona del torneo de Memphis. Venus obtendría así un nuevo título después de casi dos años, ya que hasta entonces su última corona la constituía la bandeja que acredita a la campeona de Wimbledon, en 2005. En la final derrotó a la ascendente israelí Shahar Peer, quien en Australia había dado muestras de ser una fuerte rival a batir por las jugadoras experimentadas del circuito. Venus anotó un apabullante doble 6-1. En la final de Wimbledon de ese año vence a Bartoli ganando con esto su cuarto torneo en el abierto inglés.
En el 2008, repite la corona de Wimbledon, defendiéndola ante su hermana Serena. Después de un lento inicio, Venus logra afianzarse y ganar el juego en dos sets. Después de varios años de lesiones y enfermedades, a fecha de agosto de 2011 ocupaba el número 36 del ranking mundial.
El 1 de septiembre de 2011 anuncia su retirada del US Open cuando debía de enfrentarse en segunda ronda a la alemana Sabine Lisicki debido al reciente diagnóstico del Síndrome de Sjögren.
En 2015 gana su título número 46 en Auckland venciendo a Caroline Wozniacki en la final. En el Australian Open cae en cuartos de final ante Madison Keys. En Roland Garros cae sorpresivamente ante Sloane Stephens en primera ronda por 7-6, 6-1. En Wimbledon cae ante su hermana Serena Williams en 4.ª ronda por parciales de 6-4 y 6-3. En el US Open cayó en cuartos de final nuevamente ante Serena por parciales 2-6, 6-1 y 3-6.
En 2017 cayó en la final del Abierto de Australia ante su hermana Serena Williams por 6-4 y 6-4. En el Torneo WTA de San Petersburgo cayó en su debut (2.ª ronda) ante Kristina Mladenovic por 6-3 y 6-1. Volvió a competir en el Masters de Indian Wells donde cayó en cuartos de final ante Yelena Vesnina. En el Masters de Miami cayó en semifinales ante Johanna Konta. En el Torneo de Charleston perdió en su debut ante Laura Siegemund. En la temporada de tierra batida llegó hasta cuartos de final en el Masters de Roma y hasta la cuarta ronda en Roland Garros. En Wimbledon pierde la final ante Garbiñe Muguruza por 7-5 y 6-1. En el Masters de Canadá cayó en tercera ronda ante Elina Svitolina por 6-2 y 6-1 en 1 hora de juego. En el Masters de Cincinnati pierde en segunda ronda sorpresivamente frente a Ashleigh Barty en 3 sets. En Abierto de Estados Unidos llega hasta semifinales jugando a un gran nivel pero pierde en 3 sets frente a Sloane Stephens. En el Torneo de Hong Kong vence a Risa Ozaki en primera ronda y pierde en segunda ronda frente a Naomi Osaka. En las WTA Finals llega hasta la final luego de pasar el Round Robin. En la final pierde ante Caroline Wozniacki por un doble 6-4.
2018 fue un año muy difícil para Venus. Cae a las primeras de cambio en el Torneo de Sídney y en el Abierto de Australia. Logra sus primeros triunfos del año en la Copa Federación ante Arantxa Rus y Richel Hogenkamp.
Tras no poder superar sus problemas de salud que la han alejado en los mayores tramos de las temporadas 2019, 2020 y 2021, decidió no participar en el venidero Abierto de Estados Unidos 2021, al igual que su hermana Serena, lo cual sería la primera vez en 18 años que el torneo de tenis no contase con su presencia. Muchos ya lo interpretaron como una posible retirada del tenis activo.
El 22 de julio de 2025, Venus Williams se consagró como la mujer más veterana en ganar un partido en la Era Abierta. A través de una wild card, participó en Torneo de Washington. En sets corridos, ganó el partido contra Peyton Stearns 6-3 y 6-4. 

## Grand Slam

### Individuales

#### Victorias (7)
| Año  | Campeonato               | Oponente en la final | Resultado        |
| 2000 | Wimbledon                | Lindsay Davenport    | 6-3, 7-6(3)      |
| 2000 | Abierto de EE. UU.       | Lindsay Davenport    | 6-4, 7-5         |
| 2001 | Wimbledon (2.º)          | Justine Henin        | 6-1, 3-6, 6-0    |
| 2001 | Abierto de EE. UU. (2.º) | Serena Williams      | 6-2, 6-4         |
| 2005 | Wimbledon (3.º)          | Lindsay Davenport    | 4-6, 7-6(4), 9-7 |
| 2007 | Wimbledon (4.º)          | Marion Bartoli       | 6-4, 6-1         |
| 2008 | Wimbledon (5.º)          | Serena Williams      | 7-5, 6-4         |

#### Finales (9)
| Año  | Campeonato               | Oponente en la final | Resultado        |
| 1997 | Abierto de EE. UU.       | Martina Hingis       | 0-6, 4-6         |
| 2002 | Roland Garros            | Serena Williams      | 5-7, 3-6         |
| 2002 | Wimbledon                | Serena Williams      | 6-7(4), 3-6      |
| 2002 | Abierto de EE. UU. (2.º) | Serena Williams      | 4-6, 3-6         |
| 2003 | Abierto de Australia     | Serena Williams      | 6-7(4), 6-3, 4-6 |
| 2003 | Wimbledon (2)            | Serena Williams      | 6-4, 4-6, 2-6    |
| 2009 | Wimbledon (3)            | Serena Williams      | 6-7(3), 2-6      |
| 2017 | Abierto de Australia (2) | Serena Williams      | 4-6, 4-6         |
| 2017 | Wimbledon (4)            | Garbiñe Muguruza     | 5-7, 0-6         |

### Dobles

#### Victorias (14)
| Año  | Campeonato               | Pareja          | Oponentes en la final            | Resultado     |
| 1999 | Roland Garros            | Serena Williams | Martina Hingis Anna Kournikova   | 6-3, 6-7, 8-6 |
| 1999 | Abierto de EE. UU.       | Serena Williams | Chanda Rubin Sandrine Testud     | 4-6, 6-1, 6-4 |
| 2000 | Wimbledon                | Serena Williams | Julie Halard Ai Sugiyama         | 6-3, 6-2      |
| 2001 | Abierto de Australia     | Serena Williams | Lindsay Davenport Corina Morariu | 6-2, 4-6, 6-4 |
| 2002 | Wimbledon (2)            | Serena Williams | Virginia Ruano Paola Suárez      | 6-2, 7-5      |
| 2003 | Abierto de Australia (2) | Serena Williams | Virginia Ruano Paola Suárez      | 4-6, 6-4, 6-3 |
| 2008 | Wimbledon (3)            | Serena Williams | Lisa Raymond Samantha Stosur     | 6-2, 6-2      |
| 2009 | Abierto de Australia (3) | Serena Williams | Daniela Hantuchová Ai Sugiyama   | 6-3, 6-3      |
| 2009 | Wimbledon (4)            | Serena Williams | Samantha Stosur Rennae Stubbs    | 7-6 (4), 6-4  |
| 2009 | Abierto de EE. UU. (2)   | Serena Williams | Cara Black Liezel Huber          | 6-2, 6-2      |
| 2010 | Abierto de Australia (4) | Serena Williams | Cara Black Liezel Huber          | 6-4, 6-3      |
| 2010 | Roland Garros (2)        | Serena Williams | Květa Peschke Katarina Srebotnik | 6-2, 6-3      |
| 2012 | Wimbledon (5)            | Serena Williams | Andrea Hlaváčková Lucie Hradecká | 7-5, 6-4      |
| 2016 | Wimbledon (6)            | Serena Williams | Tímea Babos Yaroslava Shvédova   | 6-3, 6-4      |

### Dobles mixtos

#### Victorias (2)
| Año  | Campeonato           | Pareja           | Oponentes en la final     | Resultado |
| 1998 | Abierto de Australia | Justin Gimelstob | Cyril Suk Helena Suková   | 6-2, 6-1  |
| 1998 | Roland Garros        | Justin Gimelstob | Luis Lobo Serena Williams | 6-4, 6-4  |

#### Finales (1)
| Año  | Campeonato | Pareja    | Oponentes en la final   | Resultado |
| 2006 | Wimbledon  | Bob Bryan | Andy Ram Vera Zvonareva | 3-6, 2-6  |

## Títulos

### Individual (49)
| Leyenda                                        |
| Grand Slam (7)                                 |
| Juegos Olímpicos (1)                           |
| WTA Tour Championships/Finals (1)              |
| WTA Elite Trophy (1)                           |
| Grand Slam Cup (1)                             |
| Tier I, P. Mandatory & Premier 5, WTA 1000 (9) |
| Tier II, Premier, WTA 500 (18)                 |
| Tier III & IV, International, WTA 250 (11)     |

| Títulos por superficie |
| Dura (35-18)           |
| Hierba (5-3)           |
| Tierra batida (9-6)    |

| N.º | Fecha                    | Torneo             | Superficie    | Oponente en la final | Resultado        |
| --- | ------------------------ | ------------------ | ------------- | -------------------- | ---------------- |
| 1.  | 23 de febrero de 1998    | Oklahoma City      | Dura          | Joannette Kruger     | 6-3, 6-2         |
| 2.  | 16 de marzo de 1998      | Miami              | Dura          | Anna Kournikova      | 2-6, 6-4, 6-1    |
| 3.  | 28 de septiembre de 1998 | Grand Slam Cup     | Dura          | Patty Schnyder       | 6-2, 3-6, 6-2    |
| 4.  | 22 de febrero de 1999    | Oklahoma City      | Dura          | Amanda Coetzer       | 6-4, 6-0         |
| 5.  | 15 de marzo de 1999      | Miami              | Dura          | Serena Williams      | 6-1, 4-6, 6-4    |
| 6.  | 26 de abril de 1999      | Hamburgo           | Tierra batida | Mary Pierce          | 6-0, 6-3         |
| 7.  | 3 de mayo de 1999        | Roma               | Tierra batida | Mary Pierce          | 6-4, 6-2         |
| 8.  | 23 de agosto de 1999     | New Haven          | Dura          | Lindsay Davenport    | 6-2, 7-5         |
| 9.  | 11 de octubre de 1999    | Zúrich             | Dura (i)      | Martina Hingis       | 6-3, 6-4         |
| 10. | 26 de junio de 2000      | Wimbledon          | Hierba        | Lindsay Davenport    | 6-3, 7-6(3)      |
| 11. | 24 de julio de 2000      | Stanford           | Dura          | Lindsay Davenport    | 6-1, 6-4         |
| 12. | 31 de julio de 2000      | San Diego          | Dura          | Mónica Seles         | 6-0, 6-7(3), 6-3 |
| 13. | 21 de agosto de 2000     | New Haven          | Dura          | Mónica Seles         | 6-2, 6-4         |
| 14. | 28 de agosto de 2000     | Abierto de EE.UU.  | Dura          | Lindsay Davenport    | 6-4, 7-5         |
| 15. | 18 de septiembre de 2000 | JJ.OO. Sídney 2000 | Dura          | Yelena Dementieva    | 6-2, 6-4         |
| 16. | 19 de marzo de 2001      | Miami              | Dura          | Jennifer Capriati    | 4-6, 6-1, 7-6(4) |
| 17. | 30 de abril de 2001      | Hamburgo           | Tierra batida | Meghann Shaughnessy  | 6-3, 6-3         |
| 18. | 25 de junio de 2001      | Wimbledon          | Hierba        | Justine Henin        | 6-1, 3-6, 6-0    |
| 19. | 30 de julio de 2001      | San Diego          | Dura          | Mónica Seles         | 6-2, 6-3         |
| 20. | 20 de agosto de 2001     | New Haven          | Dura          | Lindsay Davenport    | 7-6(6), 6-4      |
| 21. | 27 de agosto de 2001     | Abierto de EE.UU.  | Dura          | Serena Williams      | 6-2, 6-4         |
| 22. | 5 de enero de 2002       | Gold Coast         | Dura          | Justine Henin        | 7-5, 6-2         |
| 23. | 4 de febrero de 2002     | París              | Dura          | Jelena Dokić         | w/o              |
| 24. | 11 de febrero de 2002    | Amberes            | Dura          | Justine Henin        | 6-3, 5-7, 6-3    |
| 25. | 8 de abril de 2002       | Amelia Island      | Tierra batida | Justine Henin        | 2-6, 7-5, 7-6(5) |
| 26. | 22 de julio de 2002      | Stanford           | Dura          | Kim Clijsters        | 6-3, 6-3         |
| 27. | 29 de julio de 2002      | San Diego          | Dura          | Jelena Dokić         | 6-2, 6-2         |
| 28. | 19 de agosto de 2002     | New Haven          | Dura          | Lindsay Davenport    | 7-5, 6-0         |
| 29. | 10 de febrero de 2003    | Amberes            | Dura          | Kim Clijsters        | 6-2, 6-4         |
| 30. | 12 de abril de 2004      | Charleston         | Tierra batida | Conchita Martínez    | 2-6, 6-2, 6-1    |
| 31. | 26 de abril de 2004      | Varsovia           | Tierra batida | Svetlana Kuznetsova  | 6-1, 6-4         |
| 32. | 15 de mayo de 2005       | Estambul           | Tierra batida | Nicole Vaidišová     | 6-3, 6-2         |
| 33. | 21 de junio de 2005      | Wimbledon          | Hierba        | Lindsay Davenport    | 4-6, 7-6(4), 9-7 |
| 34. | 24 de febrero de 2007    | Memphis            | Dura (i)      | Shahar Peer          | 6-1, 6-1         |
| 35. | 7 de julio de 2007       | Wimbledon          | Hierba        | Marion Bartoli       | 6-4, 6-1         |
| 36. | 30 de junio de 2007      | Seúl               | Dura          | María Kirilenko      | 6-3, 1-6, 6-4    |
| 37. | 5 de julio de 2008       | Wimbledon          | Hierba        | Serena Williams      | 7-5, 6-4         |
| 38. | 19 de octubre de 2008    | Zúrich             | Dura          | Flavia Pennetta      | 7-6(1), 6-2      |
| 39. | 9 de noviembre de 2008   | Tour Championships | Dura          | Vera Zvonareva       | 6-7(5), 6-0, 6-2 |
| 40. | 21 de febrero de 2009    | Dubái              | Dura          | Virginie Razzano     | 6-4, 6-2         |
| 41. | 28 de febrero de 2009    | Acapulco           | Tierra batida | Flavia Pennetta      | 6-1, 6-2         |
| 42. | 20 de febrero de 2010    | Dubái              | Dura          | Victoria Azarenka    | 6-3, 7-5         |
| 43. | 27 de febrero de 2010    | Acapulco           | Tierra batida | Polona Hercog        | 2-6, 6-2, 6-3    |
| 44. | 21 de octubre de 2012    | Luxemburgo         | Dura (i)      | Monica Niculescu     | 6-2, 6-3         |
| 45. | 22 de febrero de 2014    | Dubái              | Dura          | Alizé Cornet         | 6-3, 6-0         |
| 46. | 10 de enero de 2015      | Auckland           | Dura          | Caroline Wozniacki   | 2-6, 6-3, 6-3    |
| 47. | 3 de octubre de 2015     | Wuhan              | Dura          | Garbiñe Muguruza     | 6-3, 3-0, ret.   |
| 48. | 8 de noviembre de 2015   | Elite Trophy       | Dura (i)      | Karolína Plíšková    | 7-5, 7-6(6)      |
| 49. | 14 de febrero de 2016    | Kaohsiung          | Dura          | Misaki Doi           | 6-4, 6-2         |

#### Finalista (34)
| N.º | Fecha                    | Torneo               | Superficie    | Oponente en la final    | Resultado              |
| --- | ------------------------ | -------------------- | ------------- | ----------------------- | ---------------------- |
| 1.  | 7 de septiembre de 1997  | Abierto de EE.UU.    | Dura          | Martina Hingis          | 0-6, 4-6               |
| 2.  | 18 de enero de 1998      | Sídney               | Dura          | Arantxa Sánchez Vicario | 1-6, 3-6               |
| 3.  | 17 de mayo de 1998       | Roma                 | Tierra batida | Martina Hingis          | 3-6, 6-2, 3-6          |
| 4.  | 27 de julio de 1998      | Stanford             | Dura          | Lindsay Davenport       | 4-6, 7-5, 4-6          |
| 5.  | 12 de octubre de 1998    | Zúrich               | Dura          | Lindsay Davenport       | 5-7, 3-6               |
| 6.  | 21 de febrero de 1999    | Hanover              | Dura (i)      | Jana Novotna            | 4-6, 4-6               |
| 7.  | 26 de julio de 1999      | Stanford             | Dura          | Lindsay Davenport       | 6-7(1), 2-6            |
| 8.  | 8 de agosto de 1999      | San Diego            | Dura          | Martina Hingis          | 4-6, 0-6               |
| 9.  | 3 de octubre de 1999     | Grand Slam Cup       | Dura          | Serena Williams         | 1-6, 6-3, 3-6          |
| 10. | 16 de octubre de 2000    | Linz                 | Dura          | Lindsay Davenport       | 4-6, 6-3, 2-6          |
| 11. | 29 de abril de 2002      | Hamburgo             | Tierra batida | Kim Clijsters           | 6-1, 3-6, 4-6          |
| 12. | 9 de junio de 2002       | Roland Garros        | Tierra batida | Serena Williams         | 5-7, 3-6               |
| 13. | 7 de julio de 2002       | Wimbledon            | Hierba        | Serena Williams         | 6-7(4), 3-6            |
| 14. | 8 de septiembre de 2002  | Abierto de EE.UU.    | Dura          | Serena Williams         | 4-6, 3-6               |
| 15. | 26 de enero de 2003      | Abierto de Australia | Dura          | Serena Williams         | 6-7(4), 6-3, 4-6       |
| 16. | 28 de abril de 2003      | Varsovia             | Tierra batida | Amélie Mauresmo         | 7-6(6), 0-6, 0-3, ret. |
| 17. | 6 de julio de 2003       | Wimbledon            | Hierba        | Serena Williams         | 6-4, 4-6, 2-6          |
| 18. | 3 de mayo de 2004        | Berlín               | Tierra batida | Amélie Mauresmo         | w/o                    |
| 19. | 12 de julio de 2004      | Stanford             | Dura          | Lindsay Davenport       | 6-7(4), 7-5, 6-7(4)    |
| 20. | 14 de febrero de 2005    | Amberes              | Dura          | Amélie Mauresmo         | 6-4, 5-7, 4-6          |
| 21. | 1 de agosto de 2005      | Stanford             | Dura          | Kim Clijsters           | 5-7, 2-6               |
| 22. | 6 de octubre de 2007     | Tokio                | Dura          | Virginie Razzano        | 6-4, 6-7(7), 4-6       |
| 23. | 5 de julio de 2009       | Wimbledon            | Hierba        | Serena Williams         | 6-7(3), 2-6            |
| 24. | 2 de agosto de 2009      | Stanford             | Dura          | Marion Bartoli          | 2-6, 7-5, 4-6          |
| 25. | 1 de noviembre de 2009   | Tour Championships   | Dura          | Serena Williams         | 2-6, 6-7(4)            |
| 26. | 3 de abril de 2010       | Miami                | Dura          | Kim Clijsters           | 2-6, 1-6               |
| 27. | 16 de mayo de 2010       | Madrid               | Tierra batida | Aravane Rezai           | 2-6, 5-7               |
| 28. | 4 de enero de 2014       | Auckland             | Dura          | Ana Ivanović            | 2-6, 7-5, 4-6          |
| 29. | 10 de agosto de 2014     | Montreal             | Dura          | Agnieszka Radwańska     | 4-6, 2-6               |
| 30. | 14 de septiembre de 2014 | Quebec               | Dura (i)      | Mirjana Lučić-Baroni    | 4-6, 3-6               |
| 31. | 24 de julio de 2016      | Stanford             | Dura          | Johanna Konta           | 5-7, 7-5, 2-6          |
| 32. | 28 de enero de 2017      | Abierto de Australia | Dura          | Serena Williams         | 4-6, 4-6               |
| 33. | 15 de julio de 2017      | Wimbledon            | Hierba        | Garbiñe Muguruza        | 5-7, 0-6               |
| 34. | 29 de octubre de 2017    | WTA Finals           | Dura (i)      | Caroline Wozniacki      | 4-6, 4-6               |

### Dobles (22)
| Leyenda                                        |
| Grand Slam (14)                                |
| Juegos Olímpicos (3)                           |
| WTA Tour Championships/Finals (0)              |
| Tier I, P. Mandatory & Premier 5, WTA 1000 (2) |
| Tier II, Premier, WTA 500 (2)                  |
| Tier III & IV, International, WTA 250 (1)      |

| N.º | Fecha                    | Torneo               | Superficie    | Pareja          | Oponentes en la final             | Resultado        |
| 1.  | 23 de febrero de 1998    | Oklahoma City        | Dura (i)      | Serena Williams | Catalina Cristea Kristine Kunce   | 7-5, 6-2         |
| 2.  | 12 de octubre de 1998    | Zúrich               | Dura (i)      | Serena Williams | Mariaan de Swardt Elena Tatarkova | 5-7, 6-1, 6-3    |
| 3.  | 15 de febrero de 1999    | Hannover             | Dura (i)      | Serena Williams | Alexandra Fusai Nathalie Tauziat  | 5-7, 6-2, 6-2    |
| 4.  | 24 de mayo de 1999       | Roland Garros        | Tierra batida | Serena Williams | Martina Hingis Anna Kournikova    | 6-3, 6-7(2), 8-6 |
| 5.  | 30 de agosto de 1999     | Abierto de EE.UU.    | Dura          | Serena Williams | Chanda Rubin Sandrine Testud      | 4-6, 6-1, 6-4    |
| 6.  | 26 de junio de 2000      | Wimbledon            | Hierba        | Serena Williams | Julie Halard Ai Sugiyama          | 6-3, 6-2         |
| 7.  | 18 de septiembre de 2000 | JJ.OO. Sídney 2000   | Dura          | Serena Williams | Kristie Boogert Miriam Oremans    | 6-1, 6-1         |
| 8.  | 15 de enero de 2001      | Abierto de Australia | Dura          | Serena Williams | Lindsay Davenport Corina Morariu  | 6-2, 4-6, 6-4    |
| 9.  | 24 de junio de 2002      | Wimbledon            | Hierba        | Serena Williams | Virginia Ruano Paola Suárez       | 6-2, 7-5         |
| 10. | 13 de enero de 2003      | Abierto de Australia | Dura          | Serena Williams | Virginia Ruano Paola Suárez       | 4-6, 6-4, 6-3    |
| 11. | 6 de julio de 2008       | Wimbledon            | Hierba        | Serena Williams | Lisa Raymond Samantha Stosur      | 6-2, 6-2         |
| 12. | 17 de agosto de 2008     | JJ.OO. Pekín 2008    | Dura          | Serena Williams | Virginia Ruano Anabel Medina      | 6-2, 6-0         |
| 13. | 30 de enero de 2009      | Abierto de Australia | Dura          | Serena Williams | Daniela Hantuchová Ai Sugiyama    | 6-3, 6-3         |
| 14. | 3 de julio de 2009       | Wimbledon            | Hierba        | Serena Williams | Samantha Stosur Rennae Stubbs     | 7-6(4), 6-4      |
| 15. | 2 de agosto de 2009      | Stanford             | Dura          | Serena Williams | Yung-Jan Chan Monica Niculescu    | 6-4, 6-1         |
| 16. | 14 de septiembre de 2009 | Abierto de EE.UU.    | Dura          | Serena Williams | Cara Black Liezel Huber           | 6-2, 6-2         |
| 17. | 29 de enero de 2010      | Abierto de Australia | Dura          | Serena Williams | Cara Black Liezel Huber           | 6-4, 6-3         |
| 18. | 15 de mayo de 2010       | Madrid               | Tierra batida | Serena Williams | Gisela Dulko Flavia Pennetta      | 6-2, 7-5         |
| 19. | 4 de junio de 2010       | Roland Garros        | Tierra batida | Serena Williams | Květa Peschke Katarina Srebotnik  | 6-2, 6-3         |
| 20. | 7 de julio de 2012       | Wimbledon            | Hierba        | Serena Williams | Andrea Hlaváčková Lucie Hradecká  | 7-5, 6-4         |
| 21. | 5 de agosto de 2012      | JJ.OO. Londres 2012  | Hierba        | Serena Williams | Andrea Hlaváčková Lucie Hradecká  | 6-4, 6-4         |
| 22. | 9 de julio de 2016       | Wimbledon            | Hierba        | Serena Williams | Tímea Babos Yaroslava Shvédova    | 6-3, 6-4         |

#### Finalista (1)
| N.º | Fecha               | Torneo    | Superficie | Pareja          | Oponentes en la final            | Resultado |
| 1.  | 2 de agosto de 1999 | San Diego | Dura       | Serena Williams | Lindsay Davenport Corina Morariu | 4-6, 1-6  |

## Clasificación histórica
| Torneos Grand Slam            |              |              |              |              |              |              |              |              |              |              |              |              |              |              |              |              |              |              |              |              |              |              |              |       |        |         |
| Abierto de Australia          | A            | A            | A            | A            | CF           | CF           | A            | SF           | CF           | F            | 3R           | 4R           | 1R           | A            | CF           | 2R           | CF           | 3R           | 1R           | 3R           | 1R           | CF           | 1R           | F     | 0 / 17 | 45–17   |
| Roland Garros                 | A            | A            | A            | 2R           | CF           | 4R           | CF           | 1R           | F            | 4R           | CF           | 3R           | CF           | 3R           | 3R           | 3R           | 4R           | 1R           | 2R           | 1R           | 2R           | 1R           | 4R           | 4R    | 0 / 22 | 45–22   |
| Wimbledon                     | A            | A            | A            | 1R           | CF           | CF           | G            | G            | F            | F            | 2R           | G            | 3R           | G            | G            | F            | CF           | 4R           | 1R           | A            | 3R           | 4R           | SF           | F     | 5 / 18 | 81–14   |
| U.S. Open                     | A            | A            | A            | F            | SF           | SF           | G            | G            | F            | A            | 4R           | CF           | A            | SF           | CF           | 4R           | SF           | 2R           | 2R           | 4R           | 2R           | CF           | 4R           | SF    | 2 / 17 | 73–16   |
| SR                            | 0 / 0        | 0 / 0        | 0 / 0        | 0 / 3        | 0 / 4        | 0 / 4        | 2 / 2        | 2 / 2        | 0 / 4        | 0 / 3        | 0 / 4        | 1 / 3        | 0 / 3        | 1 / 3        | 1 / 3        | 0 / 4        | 0 / 4        | 0 / 4        | 0 / 4        | 0 / 3        | 0 / 4        | 0 / 4        | 0 / 4        | 0 / 4 | 7 / 73 | N/A     |
| Ganados-Perdidos              | 0–0          | 0–0          | 0–0          | 7–3          | 17–4         | 15–4         | 18–1         | 19–2         | 22–4         | 15–3         | 10–4         | 16–3         | 6–3          | 14–2         | 17–3         | 12–4         | 16-4         | 7-3          | 7-4          | 6-4          | 5-4          | 11–4         | 11–4         | 20-4  | N/A    | 242–65  |
| Juegos Olímpicos              |              |              |              |              |              |              |              |              |              |              |              |              |              |              |              |              |              |              |              |              |              |              |              |       |        |         |
| Juegos Olímpicos              | No Celebrado | No Celebrado | A            | No Celebrado | No Celebrado | No Celebrado | G            | No Celebrado | No Celebrado | No Celebrado | 3R           | No Celebrado | No Celebrado | No Celebrado | CF           | No Celebrado | No Celebrado | No Celebrado | 3R           | No Celebrado | No Celebrado | No Celebrado | 1R           |       | 1 / 5  | 13–4    |
| Torneos Finales de Año        |              |              |              |              |              |              |              |              |              |              |              |              |              |              |              |              |              |              |              |              |              |              |              |       |        |         |
| WTA Tour Championships        | A            | A            | A            | A            | A            | SF           | A            | A            | SF           | A            | A            | A            | A            | A            | G            | F            | A            | A            | A            | A            | A            | A            | A            | F     | 1 / 4  | 11–5    |
| WTA Elite Trophy              | No Celebrado | No Celebrado | No Celebrado | No Celebrado | No Celebrado | No Celebrado | No Celebrado | No Celebrado | No Celebrado | No Celebrado | No Celebrado | No Celebrado | No Celebrado | No Celebrado | No Celebrado | Ausente      | Ausente      | Ausente      | Ausente      | Ausente      | Ausente      | G            | A            |       | 1 / 1  | 4–0     |
| Torneos WTA Premier Mandatory |              |              |              |              |              |              |              |              |              |              |              |              |              |              |              |              |              |              |              |              |              |              |              |       |        |         |
| Indian Wells                  | No Tier I    | No Tier I    | 4R           | CF           | SF           | A            | A            | SF           | A            | A            | A            | A            | A            | A            | A            | A            | A            | A            | A            | A            | A            | A            | 2R           | CF    | 0 / 5  | 14–4    |
| Miami                         | A            | A            | A            | 3R           | G            | G            | A            | G            | SF           | 4R           | CF           | SF           | A            | 3R           | CF           | SF           | SF           | A            | CF           | 3R           | 4R           | CF           | 2R           | SF    | 3 / 18 | 51–11   |
| Madrid                        | No Celebrado | No Celebrado | No Celebrado | No Celebrado | No Celebrado | No Celebrado | No Celebrado | No Celebrado | No Celebrado | No Celebrado | No Celebrado | No Celebrado | No Celebrado | No Celebrado | No Celebrado | 2R           | SF           | A            | 2R           | A            | A            | 1R           | A            | A     | 0 / 4  | 6–4     |
| Pekín                         | No Celebrado | No Celebrado | No Celebrado | No Celebrado | No Celebrado | No Celebrado | No Celebrado | No Celebrado | No Celebrado | No Celebrado | No Tier I    | No Tier I    | No Tier I    | No Tier I    | No Tier I    | 2R           | A            | A            | A            | 2R           | 3R           | 2R           | 1R           |       | 0 / 5  | 3-5     |
| Torneos WTA Premier 5         |              |              |              |              |              |              |              |              |              |              |              |              |              |              |              |              |              |              |              |              |              |              |              |       |        |         |
| Dubái / Doha                  | No Celebrado | No Celebrado | No Celebrado | No Celebrado | No Celebrado | No Celebrado | No Celebrado | No Tier I    | No Tier I    | No Tier I    | No Tier I    | No Tier I    | No Tier I    | No Tier I    | No Tier I    | G            | G            | A            | A            | A            | 2R           | 3R           | A            | A     | 2 / 5  | 18–3    |
| Roma                          | A            | A            | A            | A            | F            | G            | 3R           | A            | A            | A            | A            | A            | SF           | A            | CF           | SF           | CF           | A            | CF           | 1R           | 2R           | 3R           | 2R           | CF    | 1 / 12 | 27–11   |
| Cincinnati                    | No Celebrado | No Celebrado | No Celebrado | No Celebrado | No Celebrado | No Celebrado | No Celebrado | No Celebrado | No Celebrado | No Celebrado | No Tier I    | No Tier I    | No Tier I    | No Tier I    | No Tier I    | 3R           | A            | A            | SF           | 2R           | 1R           | 2R           | A            | 2R    | 0 / 5  | 6–2     |
| Toronto/Montréal              | A            | 1R           | A            | 1R           | A            | A            | A            | A            | A            | A            | A            | A            | A            | A            | A            | 2R           | A            | A            | A            | 1R           | F            | 1R           | 3R           | 3R    | 0 / 6  | 6–7     |
| Wuhan                         | No Celebrado | No Celebrado | No Celebrado | No Celebrado | No Celebrado | No Celebrado | No Celebrado | No Celebrado | No Celebrado | No Celebrado | No Celebrado | No Celebrado | No Celebrado | No Celebrado | No Celebrado | No Celebrado | No Celebrado | No Celebrado | No Celebrado | No Celebrado | 1R           | G            | 3R           |       | 1 / 3  | 7–2     |
| Tokio                         | A            | A            | A            | A            | A            | A            | A            | A            | A            | A            | CF           | A            | A            | A            | A            | 2R           | A            | A            | A            | SF           | No Premier 5 | No Premier 5 | No Premier 5 |       | 0 / 3  | 1–1     |
| Estadísticas                  |              |              |              |              |              |              |              |              |              |              |              |              |              |              |              |              |              |              |              |              |              |              |              |       |        |         |
| Torneos Jugados               | 1            | 3            | 5            | 14           | 16           | 18           | 10           | 12           | 16           | 6            | 16           | 12           | 6            | 13           | 14           | 16           | 9            | 4            | 10           | 10           | 13           | 18           | 16           |       | N/A    | 258     |
| Finalista                     | 0            | 0            | 0            | 1            | 7            | 10           | 7            | 6            | 11           | 4            | 4            | 4            | 0            | 4            | 3            | 5            | 4            | 0            | 1            | 0            | 3            | 3            | 1            |       | N/A    | 78      |
| Torneos Ganados               | 0            | 0            | 0            | 0            | 3            | 6            | 6            | 6            | 7            | 1            | 2            | 2            | 0            | 3            | 3            | 2            | 2            | 0            | 1            | 0            | 1            | 3            | 1            |       | N/A    | 49      |
| Dura Ganados-Perdidos         | 0–0          | 0–2          | 7–3          | 18–7         | 35–7         | 36–7         | 25–0         | 32–2         | 33–4         | 10–2         | 21–9         | 17–5         | 1–2          | 26–5         | 29–8         | 21–11        | 19–3         | 3–1          | 14–3         | 13–6         | 23–8         | 34–9         | 14-9         |       | N/A    | 433–120 |
| Arcilla Ganados-Perdidos      | 0–0          | 0–0          | 0–1          | 4–2          | 9–2          | 14–2         | 6–3          | 5–2          | 14–2         | 6–2          | 19–1         | 10–4         | 10–3         | 12–5         | 4–2          | 11–4         | 15–3         | 0–0          | 8–4          | 3–3          | 4–3          | 4–3          | 5–3          |       | N/A    | 163–54  |
| Césped Ganados-Perdidos       | 0–0          | 0–0          | 0–0          | 4–2          | 4–2          | 4–1          | 7–0          | 7–0          | 6–1          | 6–1          | 1–1          | 7–0          | 2–1          | 7–0          | 7–0          | 6–1          | 4–1          | 5–2          | 2–2          | 0–0          | 2–1          | 3–1          | 5–1          |       | N/A    | 88–18   |
| Carpet Ganados-Perdidos       | 1–1          | 2–1          | 0–1          | 6–3          | 5–2          | 7–3          | 3–1          | 2–1          | 9–2          | 4–0          | 3–1          | 3–1          | 0–0          | 5–0          | 0–1          | 0–0          | 0–0          | 0–0          | 0–0          | 0–0          | 4–1          | 0–0          | 0–0          |       | N/A    | 52–17   |
| Ganados-Perdidos              | 1–1          | 2–3          | 7–5          | 32–14        | 53–13        | 61–13        | 41–4         | 46–5         | 62–9         | 26–5         | 44–12        | 37–10        | 13–6         | 50–10        | 40–11        | 38–16        | 38-7         | 8-3          | 24-9         | 16–9         | 33–13        | 41–13        | 24-15        |       | N/A    | 735–208 |
| Ganados %                     | 50%          | 40%          | 58%          | 70%          | 80%          | 82%          | 91%          | 90%          | 87%          | 84%          | 79%          | 79%          | 68%          | 83%          | 78%          | 70%          | 84%          | 73%          | 73%          | 64%          | 72%          | 76%          | 61%          |       | N/A    | 79%     |
| Ranking                       | None         | 205          | 216          | 22           | 5            | 3            | 3            | 3            | 2            | 11           | 9            | 10           | 46           | 8            | 6            | 6            | 5            | +100         | 24           | 49           | 18           | 7            | 17           |       | N/A    | N/A     |